# Seehafen

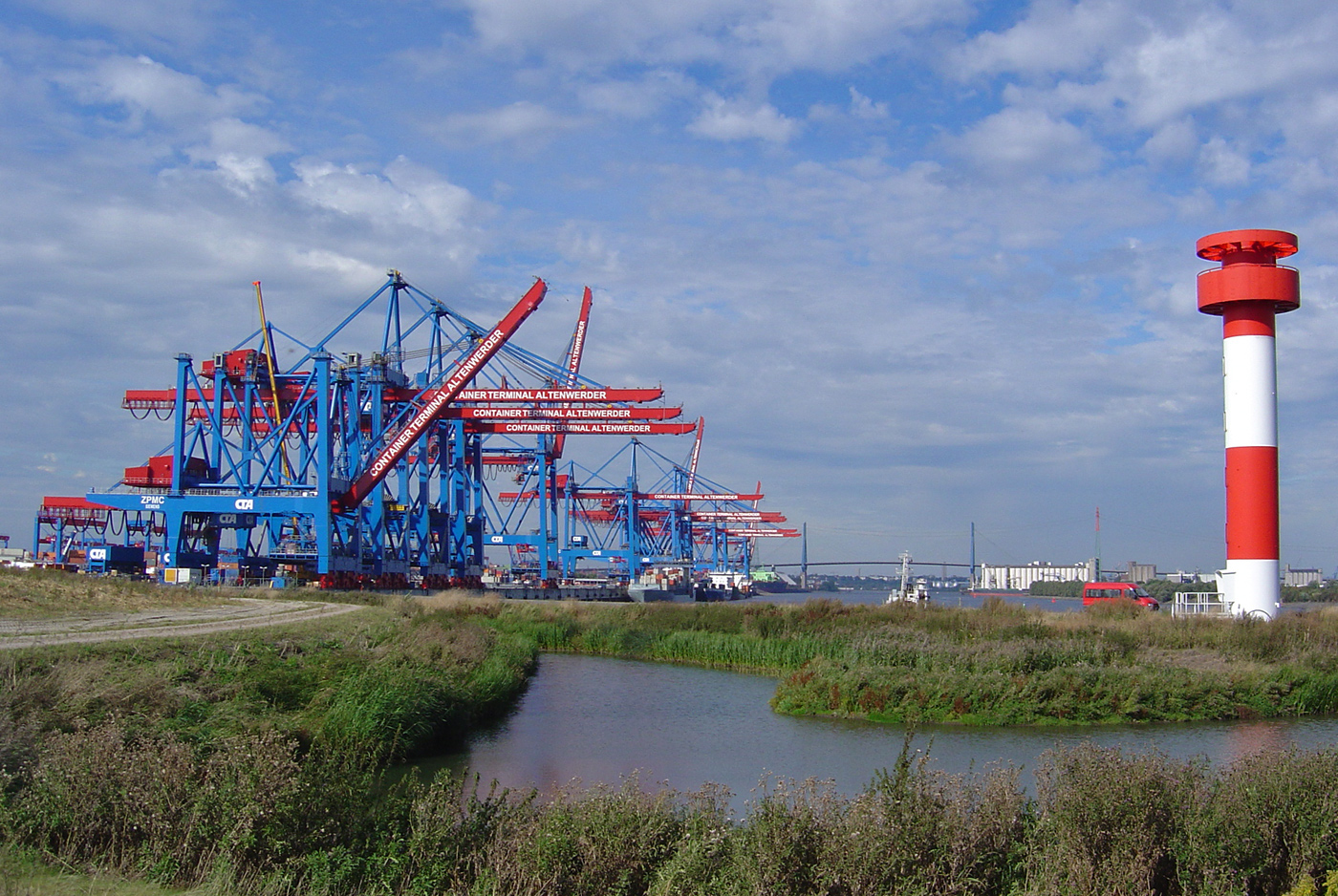
Hamburger Hafen: Containerterminal Altenwerder (2004)

Ein Seehafen ist ein Hafen, der von Seeschiffen angelaufen werden kann. Seehäfen können an der Küste, an Flüssen und/oder an Kanälen liegen.
Wenn sie in einer Region mit Gezeiten liegen, sind sie als Tidehafen (zum Meer hin offen) oder als Dockhafen (Hafenbecken vom Meer durch Schleusen oder Sperrwerk abgetrennt) angelegt. Seehäfen sind mit Ladeanlagen, z. B. RoRo-Anlagen, Krane für Container- oder Stückgut-Umschlag oder Löschanlagen für Erdöl oder Gas sowie mit Lagerflächen ausgestattet und bieten Anschluss an andere Verkehrsmittel (Intermodaler Verkehr: Eisenbahn, Lkw) oder an die Binnenschifffahrt.

## Wirtschaftliche Bedeutung der Seehäfen

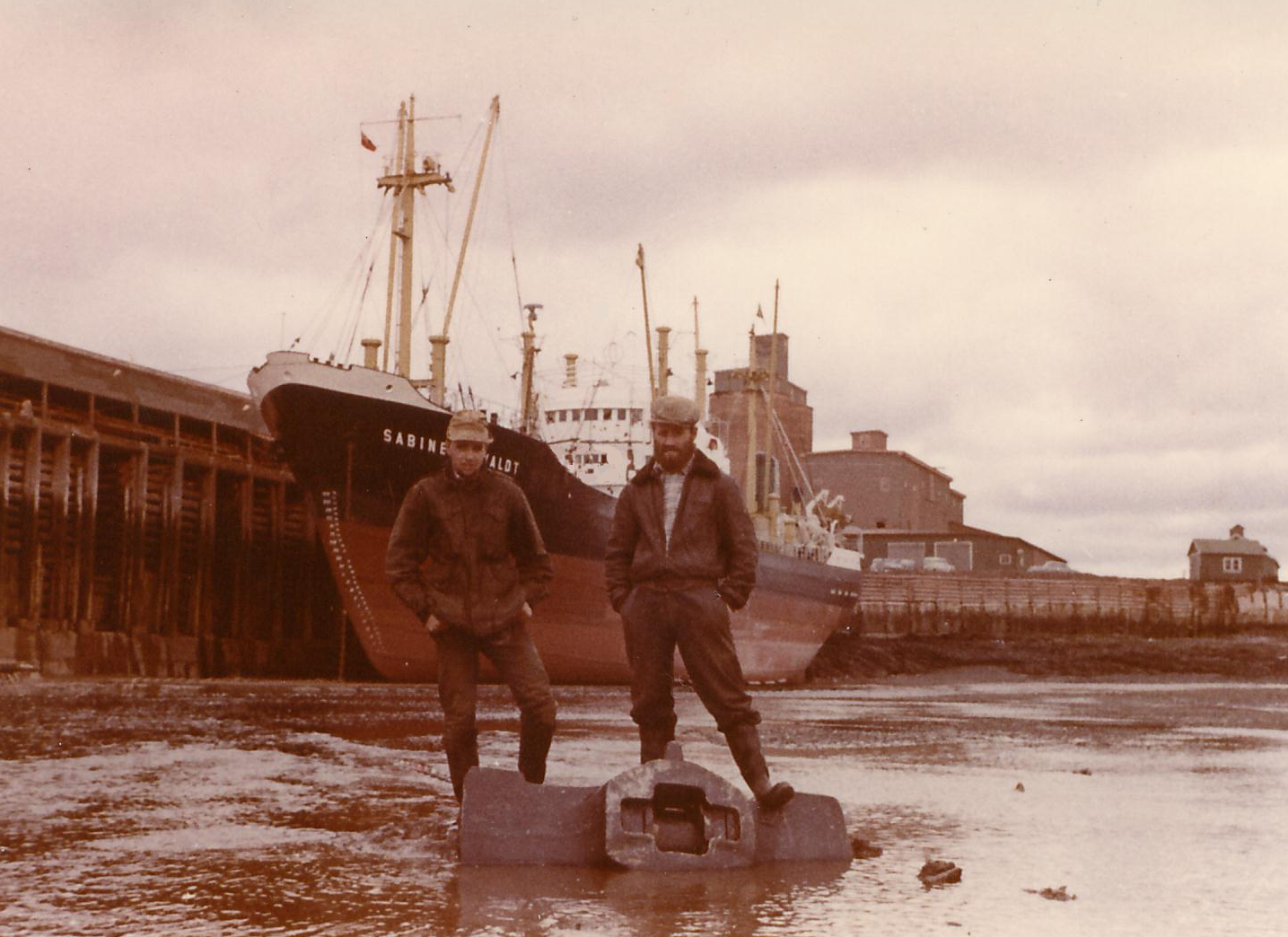
Tidehafen Walton, Nova Scotia 45 Grad 13 Min 52.61 Sec Nord – 64 Grad 00 Min 33.59 Sec West – 1958

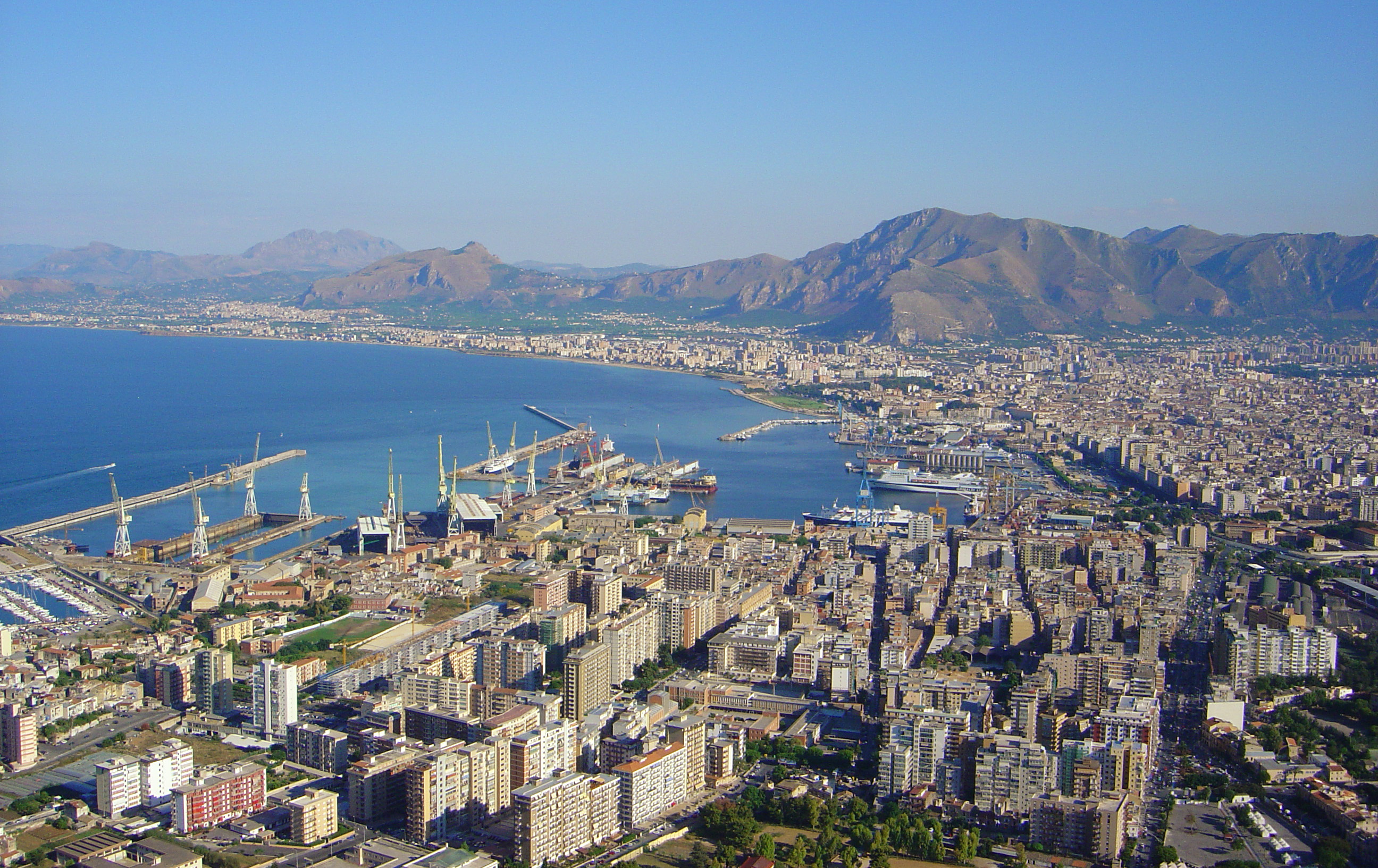
Hafen Palermo

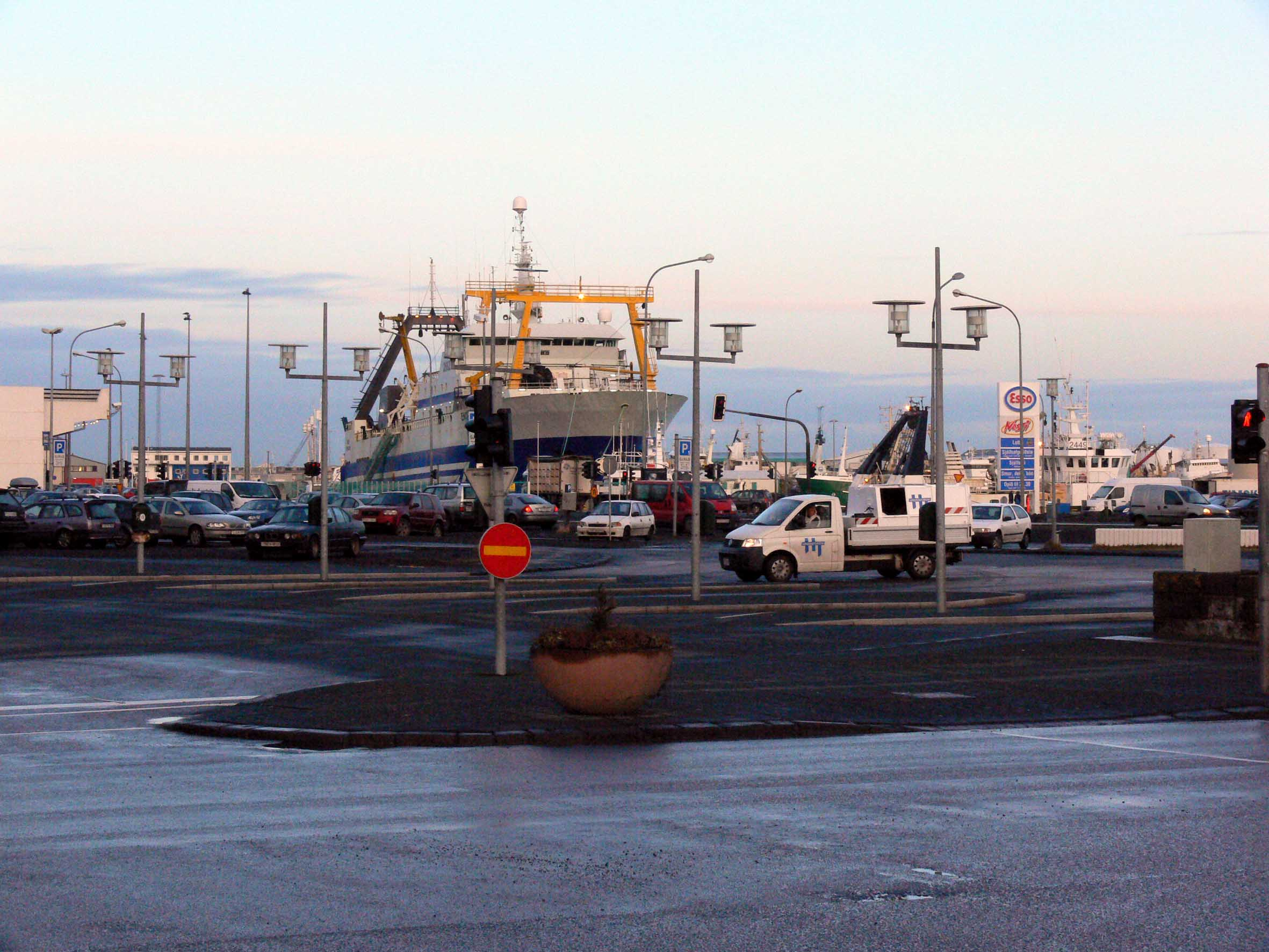
Hafen Reykjavík

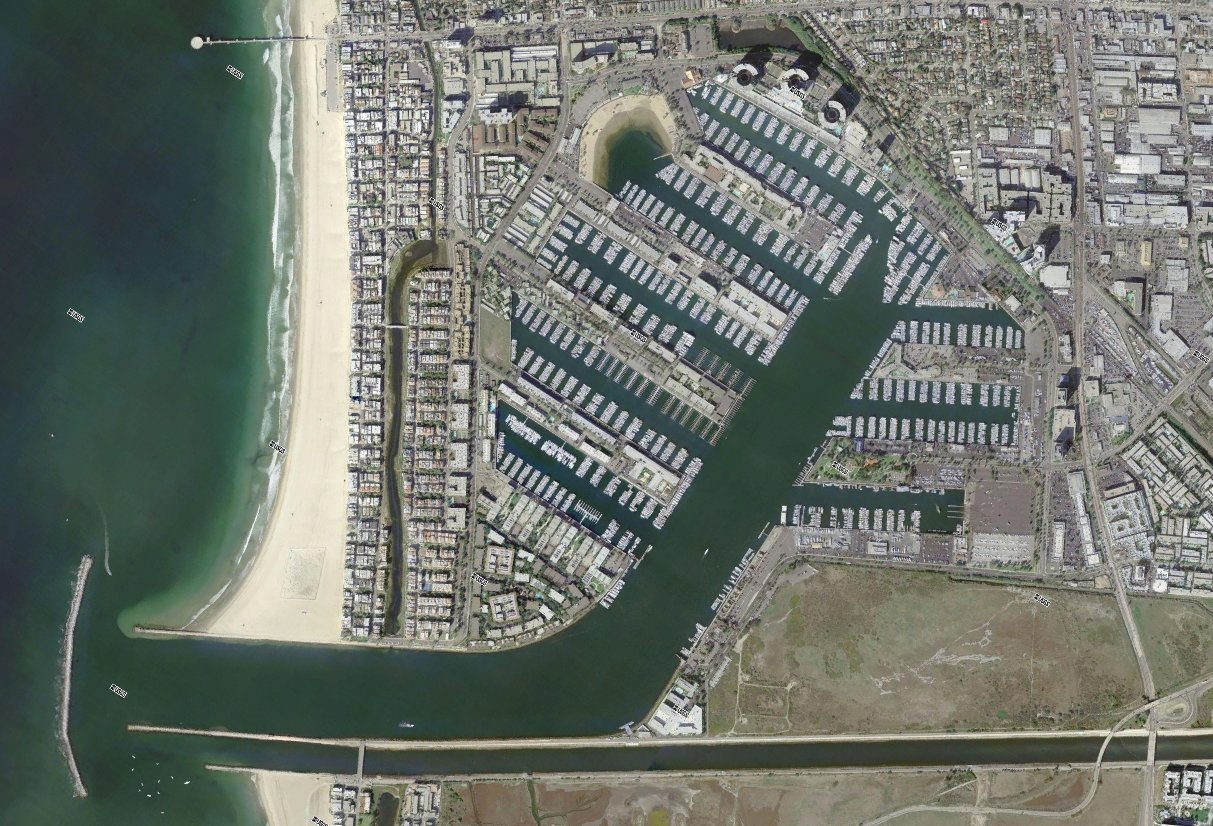
Marina del Rey in Kalifornien

Die Seehäfen sind Schnittstellen des Land- und Seeverkehrs. Als maritime Dienstleistungszentren und als Industriestandorte haben sie große regional- und volkswirtschaftliche Bedeutung. In den deutschen Seehäfen wurden im Jahr 2020 zusammengerechnet 275,7 Mio. t umgeschlagen, 6,4 % weniger als im Vorjahr. 2019 waren es 294,5 Mio. t Güter, 0,3 % weniger als im Jahr 2018. 23,9 Mio. t davon entfielen auf den Verkehr mit China, 13,5 Mio. t von China nach Deutschland, 10,4 Mio. t von Deutschland nach China.

Der Containerumschlag in den deutschen Seehäfen lag 2020 bei rund 14 Mio. TEU, 6,9 % weniger als im Vorjahr. 2019 waren es noch 15,1 Mio. TEU, davon 3,1 Mio. TEU mit China, 1,4 Mio. TEU mit den USA und 0,7 Mio. TEU mit Russland. Der Umschlag von Fahrzeugen sank 2020 um 22,6 %, bei Energiestoffen (Kohle, Rohöl und Erdgas) waren es 20,7 % weniger als 2019

2014 wurden in den deutschen Seehäfen noch 323 Mio. t umgeschlagen, davon 132,3 Mio. t (40,9 %) im Hamburger Hafen.
Seehäfen bündeln Verkehrsströme des Straßen- und Schienenverkehrs, der Binnen-, Küsten- und Überseeschifffahrt. Sie leisten damit einen wichtigen Beitrag zur Entlastung der Straße. Wenn der Güterumschlag in den Seehäfen wächst, kann es im Seehafenhinterlandverkehr stellenweise zu Engpässen kommen.
Einige Seehäfen sind zugleich Drehscheiben im Passagierverkehr mit Fähren, Kreuzfahrt- und Ausflugsschiffen. Im ersten Jahr der COVID-19-Pandemie 2020 wurden 16,4 Millionen Passagiere registriert, 2019 waren es noch 31,3 Millionen. 2014 waren es 30 Mio. Fahrgäste, davon allein 17,2 Millionen (55,8 %) in den deutschen Ostseehäfen.
Die deutschen Seehäfen erbringen vielfältige sonstige Dienstleistungen und sind bedeutende Industriestandorte, zum Beispiel der wenigen verbliebenen Werften, von Stahlwerken, Raffinerien, Getreidemühlen, Ölmühlen und Röstereien. Sie tragen maßgeblich zur Sicherung und Stärkung von Beschäftigung, Einkommen und Steuerkraft in Deutschland bei und fördern die Wirtschaftsentwicklung in den Küstenländern. In der deutschen Küstenregion sind rund 300.000 Arbeitsplätze direkt oder indirekt von den Seehafenfunktionen abhängig.
Das größte Seehafenprojekt der letzten Jahre in Deutschland war der Neubau des Containerterminals Wilhelmshaven (JadeWeserPort). Das Investitionsvolumen in Höhe von 900 Millionen Euro (Wasserbau und Kajen) wurde von Bremen und Niedersachsen getragen.

### Finanzierung der Seehäfen
Deutsche Seehäfen waren im Mittelalter während der Zeit der Hanse und insbesondere mit dem Bau der ersten künstlichen Hafenbecken (Bremen-Vegesack, Bremerhaven) und seitdem in kommunalem Besitz und unter kommunaler Regie. Heute sind die Seehäfen als Infrastrukturobjekte (gesamter Wasserbau einschließlich der Bodenbefestigung der Kajenbereiche) immer noch in kommunalem Eigentum; die Suprastruktur (alles oberhalb des Erdbodenniveaus) wird durch Betriebsgesellschaften in verschiedener Eigentümerschaft und Regie gebaut, unterhalten und betrieben.
In Deutschland gibt es bisher keine nationale Förderung des Seehafenbaus. Selbst die Ausbaggerung der Zufahrten in Ems, Weser, Elbe (Elbvertiefung) und Trave wird nicht allein vom Bund finanziert. Während der Zeit der Bonner Republik von 1949 bis 1990 entsprach dies den Interessen der Rheinanlieger-Regionen, deren Versorgung durch die Häfen Antwerpen, Zeebrügge, Amsterdam und Rotterdam und durch die nationalen Interessen Belgiens und der Niederlande gesichert war/ist.
In der Berliner Republik seit 1990 hat die Bundesregierung bis heute keine politischen Ziele zum Hafenbetrieb und zur Förderung des Hafenbaus in Gesetzen gefasst und auch die willkürlichen historischen Grenzen der Bundesländer lassen es zu, dass Niedersachsen und Schleswig-Holstein jeweils regional bestimmte Interessen pflegen. Das wird erkennbar im Wettbewerb der Standorte Lübeck und Kiel sowie Brake und Nordenham mit Bremen und Bremerhaven. Der Neubau des Tiefwasserhafens in Wilhelmshaven war der erste Ansatz gemeinsamer Einsicht, allerdings ohne Beteiligung Hamburgs. Voraussichtlich werden Änderungen erst eintreten, wenn sich die Wettbewerbssituation durch vermehrten Umschlag nass in nass für die Ostseeverkehre nach Russland über Sankt Petersburg und Ust-Luga stark verändert.

## Weltweit bedeutendste Häfen

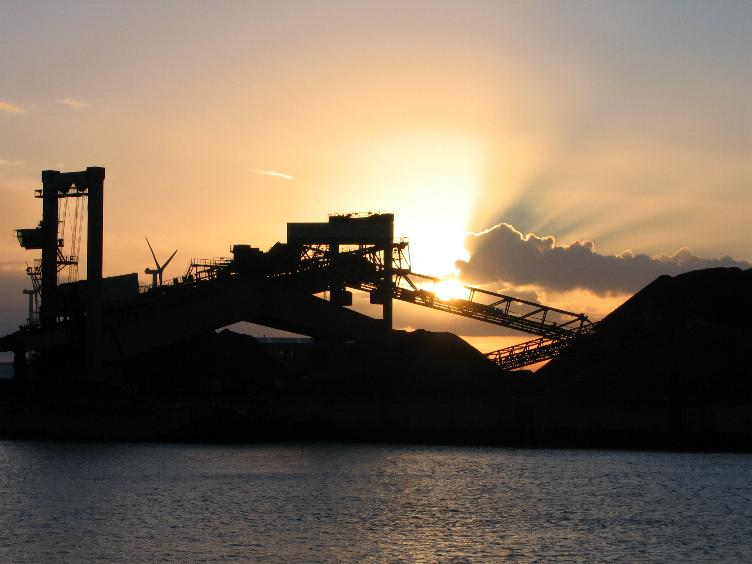
Hafen Rotterdam

Die größten Seehäfen weltweit befinden sich in Shanghai (China), in Singapur sowie, für Europa, in Rotterdam (Niederlande). Angesichts der großen Bedeutung des Seehandels sind Seehäfen wichtige Umschlagplätze. In der Containerschifffahrt wurden bis vor kurzem erhebliche jährliche Zuwachsraten erzielt. Zurzeit belasten jedoch die gesunkenen Transportraten, Handelsbeschränkungen und Einschränkungen der Wirtschaft wegen der Verbreitung des Corona-Virus die Branche.

## Große europäische Seehäfen
- Atlantik (europäisches Festland, von Nord nach Süd): Le Havre/Hafen von Rouen, Nantes, Saint-Nazaire, Bordeaux, Bilbao, Gijón, A Coruña, Vigo, Lissabon/Barreiro, Sines, Cádiz
- Britische Inseln: Dover, London/Thamesport, Felixstowe, Grimsby, Liverpool, Milford Haven, Southampton
- Mittelmeer: Valencia, Barcelona, Marseille, Genua, La Spezia, Neapel, Gioia Tauro, Triest, Thessaloniki, Piräus, Limassol
- Nordseeraum (europäisches Festland, von Nord nach Süd): Hamburg, Bremen/Bremerhaven, Wilhelmshaven, Amsterdam, Rotterdam, Antwerpen, Gent, Terneuzen, Zeebrügge, Dünkirchen
- Ostsee: Kopenhagen, Kiel, Lübeck, Wismar, Rostock, Stettin, Dreistadt (Großraum Danzig), Kaliningrad, Klaipėda, Riga, Tallinn, Sankt Petersburg, Kotka, Helsinki, Stockholm
- Schwarzes Meer: Constanța, Odessa, Istanbul, Warna